# Rasim Ojagov
Rasim Ojagov (en azéri : Rasim Mirqasım oğlu Ocaqov), né à Shaki le 22 novembre 1933 et mort à Bakou le 11 juillet 2006, est un directeur de la photographie et réalisateur azerbaïdjanais. Lauréat du prix d'État de l'URSS en 1981.

## Filmographie

### Directeur de la photographie

#### Cinéma
- 1958 : Son grand cœur (ru) (Onun böyük ürəyi) de Youli Karassik et Ajar Ibragimov
- 1959 : Asl dost
- 1961 : Bizim küça
- 1963 : Amak va qizil gül
- 1966 : Sän niyä susursan?
- 1972 : Skripkanin sargüzasti

#### Courts-métrages
- 1960 : Matteo Falkone

### Réalisateur

#### Cinéma
- 1974 : Qatır Məmməd (az) (Qatır Məmməd)
- 1975 : Tütak säsi
- 1979 : Interrogatoire (ru) (Допрос)
- 1980 : Istintaq
- 1981 : Devant une porte fermée (Bağlı qapı)
- 1984 : Park (Парк)
- 1987 : Une autre vie (ru) (Özgə ömür)
- 1989 : Ölsäm... bagisla
- 1991 : Sem dney posle ubiystva
- 1993 : Tähminä
- 1995 : Häm ziyarät, häm ticarät...
- 1998 : Otel otagi

#### Télévision

##### Téléfilms
- 1977 : L'Anniversaire (ru)  (Ad günü)

### Scénariste

#### Courts-métrages
- 1983 : Intizam

## Distinctions
- prix d'État de l'URSS pour le film Interrogatoire en 1981